# Wieserbach (Kainach)
Der Wieserbach ist ein rund 0,7 Kilometer langer, linker Nebenfluss der Kainach in der Steiermark.

## Verlauf
Der Wieserbach entsteht im nördlichen Teil der Stadtgemeinde Bärnbach, im Norden der Katastralgemeinde Hochtregist, westlich des Hofes Hochegger am westlichen Hang des Hochkogels. Er fließt zuerst in einem flachen Linksbogen und anschließend relativ gerade insgesamt nach Südwesten. An der Grenze der Katastralgemeinden Kohlschwarz und Bärnbach mündet er im südlichen Teil des Ortes Afling, nordöstlich der Karl-Ortner-Siedlung etwa 50 Meter westlich der L341 in die Kainach.
Auf seinem Lauf nimmt der Wieserbach von links einen unbenannten Wasserlauf auf.